# Personaggi di Happy Days
In questa voce sono elencati i personaggi della serie televisiva Happy Days.

## Personaggi principali

### Richie Cunningham

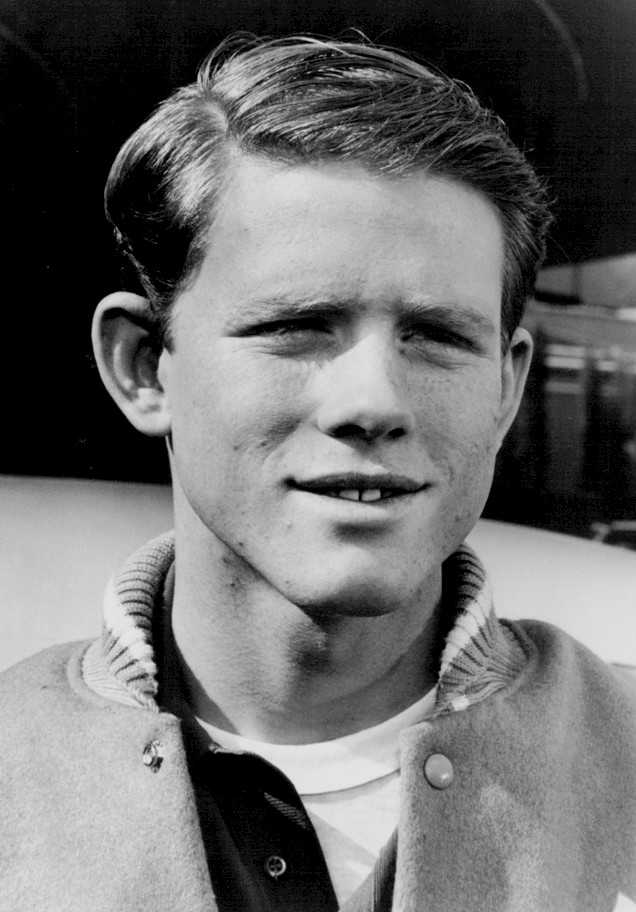
Richie Cunningham (Ron Howard)

Richard "Richie" Cunningham (nel doppiaggio italiano viene pronunciato "Ricky"), è il protagonista delle prime sette stagioni della serie. È un giovane ragazzo con i capelli rossi lisci e le lentiggini, che incarna il classico bravo ragazzo statunitense degli anni cinquanta, stile All-America, sano, pulito ed educato. Gran parte degli episodi della serie ruotano intorno alla sua vita quotidiana della sua famiglia e del suo gruppo di amici, che si ritrova quasi ogni sera da Arnold's. La bale loro piccole trasgressioni e, soprattutto i goffi tentativi di interfacciarsi con l'altro sesso. A volte Richie appare goffo e impacciato, a tratti ingenuo e inesperto, mentre altre volte dà prova di grande maturità e responsabilità. All'Università del Wisconsin poi, Richie si innamora di Lori Beth Allen, che diventerà sua moglie. Dopo la laurea, Richie dovrà partire per il servizio militare in Groenlandia, dove verrà raggiunto da Lori Beth e i due avranno un figlio, Richie Jr.
 Il personaggio fu eliminato dopo che Ron Howard decise di lasciare la serie per seguire la carriera di regista. Nella trama l'uscita di scena di Richie viene giustificata con la partenza per il servizio militare.

### Howard Cunningham

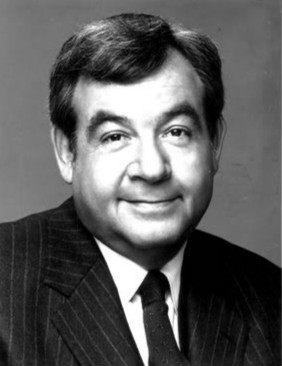
Howard Cunningham (Tom Bosley)

Howard Cunningham è uno dei personaggi immaginari della celebre serie televisiva statunitense Happy Days (1974-1984 ambientata negli anni 50-60), interpretato da Tom Bosley, e doppiato in italiano prima da Lino Troisi, poi da Gil Baroni.
Howard è il padre di uno dei ragazzi della serie, il co-protagonista Richard "Richie" Cunningham, del figlio maggiore Chuck (quest'ultimo però, scompare già dalla seconda stagione della serie), e della terzogenita Joanie "Sottiletta" Cunningham.
È sposato con Marion e lo si vede spesso in casa, insieme agli altri componenti della famiglia, in una graziosa villetta a due piani nella cittadina di Milwaukee (Wisconsin). Insieme a Marion, Richie e Warren "Potsie" Weber, nasce come personaggio di una puntata del 1972 della serie statunitense Love, American Style (l'anteprima di quello che diventerà Happy Days), nella quale però era interpretato da Harold Gould. In quell'anno, Tom Bosley era già attore di successo, impegnato a girare il film To find a man.
Il signor Howard discute spesso con la moglie Marion e con i figli, ma il suo carattere è semplice e cordiale anche se, a tratti, un po' scontroso. Il suo aspetto fisico è grassoccio e un po' basso, tanto da sembrare un bonaccione, tuttavia spesso rimane fermo e autorevole nella retta educazione di Joanie e di Richie.
Conduce un negozio di ferramenta e, nel tempo libero, oltre che leggere il giornale a casa, frequenta la "Loggia del Leopardo", una sorta di piccola ed esclusiva associazione dove si riuniscono i padri di famiglia per organizzare le più disparate iniziative, e dove è obbligatorio portare un bizzarro cappellino leopardato. Sua massima aspirazione è diventare "gran puba" della loggia. È nato il 28 settembre.

### Marion Cunningham
Marion Cunningham, nata Marion Kelp, è la moglie di Howard e madre di Ricky e Joanie. Interpretata da Marion Ross, e doppiata in italiano dapprima da Gabriella Genta  incarna la classica moglie e madre americana degli anni 50-60, borghese e perbene, protettiva, devota e fedele ai valori morali e ai principi di una retta educazione. Casalinga a tempo pieno, la si vede quasi sempre all'interno di casa Cunningham.
Spesso chiama il figlio Richie con il suo nome per esteso, "Richard"; fa lo stesso con i suoi amici, "Warren" (Potsie) ed "Arthur" (Fonzie), l'unica a farlo, con affetto.

### Fonzie
Nella prima stagione personaggio minore, divenne enormemente popolare ed assunse presto il ruolo di punto focale della serie diventando il miglior amico del protagonista Richie e mettendo in ombra Potsie che inizialmente aveva quel ruolo.

### Joanie Cunningham
(stagioni 3-9, 11; ricorrente 1-2, 10), interpretata da Erin Moran.
La figlia, chiamata "Sottiletta" (in inglese shortcake) da Fonzie.

### Potsie
Inizialmente figura come migliore amico di Richie di cui risulta essere più sveglio e mondano, ma con il crescere del ruolo di Fonzie diventa sempre più imbranato e tontolone e diventerà amico di Ralph. Si scoprirà però essere un ottimo cantante.

### Ralph Malph
Il "clown" della compagnia. Inizialmente figura ricorrente nella prima stagione, con l'entrata in scena di Fonzie entra in pianta stabile del gruppo per fare "coppia" con Potsie. Ufficialmente uscì dalla serie perché chiamato a prestare servizio militare.

## Personaggi secondari

### Chachi Arcola
Charles Arcola, soprannominato Chachi, è un ragazzo molto impulsivo e orfano di padre, particolarmente legato al cugino Fonzie che in diverse occasioni interviene e rappresenta per Chachi la figura del fratello maggiore. Il personaggio prende il nome da una strada in cui aveva vissuto il creatore dello spettacolo Garry Marshall. È follemente innamorato di Joanie, la sorellina di Richie Cunningham, e nell'episodio L'amore a tutte l'età, riuscirà a fare il primo passo e da qui Joanie e Chachi diventano inseparabili, dopo continui litigi e problemi decideranno, nell'ultimo episodio di sposarsi. È un personaggio abbastanza marginale nelle prime stagioni e solo nell'8ª stagione inizia ad avere un ruolo importante tanto da diventare protagonista nello spin-off Jenny e Chachi.

### Alfred "Al" Delvecchio
Alfred "Al" Delvecchio è il gestore del locale "Arnold's", interpretato da Al Molinaro e doppiato in italiano da Giuliano Persico.
Alfred è un simpatico e bonario cuoco di origini italiane che a partire dalla quarta serie sostituisce  Matsuo "Arnold" Takahashi come proprietario del locale dove si incontrano i vari personaggi della serie. Di spirito umile e fatalista, celebre è la sua esclamazione di rassegnazione alla vita: "Eh... già già già..." (in inglese: "...yep, yep, yep...") oppure "Eh... sì, sì, sì..." (in inglese: "...yeah, yeah, yeah...").
Alla fine della serie sposa Louisa, la zia di Fonzie e madre di Chachi Arcola.

### Lori Beth Allen
Fidanzata e poi moglie di Richie.

### Jenny Piccolo
La migliore amica di Joanie. Spesso menzionata ma mai apparsa nelle prime sette stagioni. Entra come personaggio a partire dall'ottava stagione.

### Roger Phillips
Nipote di Marion. Inserito nella serie dopo che Richie aveva lasciato il cast.

### Ashley Pfister
Madre divorziata che nella decima stagione è fidanzata con Fonzie.